# Верешть (Сучава)
Верешть, Верешті (рум. Verești) — село у повіті Сучава в Румунії. Адміністративний центр комуни Верешть.
Село розташоване на відстані 353 км на північ від Бухареста, 14 км на схід від Сучави, 100 км на північний захід від Ясс.

## Населення
За даними перепису населення 2002 року у селі проживали 1532 особи, усі — румуни. Усі жителі села рідною мовою назвали румунську.